# 1367 Nongoma
1367 Nongoma eller 1934 NA är en asteroid i huvudbältet som upptäcktes 3 juli 1934 av den sydafrikanske astronomen Cyril V. Jackson i Johannesburg. Det har fått sitt namn efter staden Nongoma i Sydafrika.
Asteroiden har en diameter på ungefär 9 kilometer och den tillhör asteroidgruppen Phocaea.